# Bélgica en los Juegos Olímpicos de Cortina d'Ampezzo 1956
Bélgica estuvo representada en los Juegos Olímpicos de Cortina d'Ampezzo 1956 por un total de 4 deportistas que compitieron en 3 deportes.  
El equipo olímpico belga no obtuvo ninguna medalla en estos Juegos.